# Teutschenthal
Teutschenthal er en kommune i Saalekreis i den tyske delstat Sachsen-Anhalt. Kommunen ligger cirka 12 mn vest for Halle (Saale). Teutschenthal er administrationsby for Verwaltungsgemeinschaft Würde/Salza.

## Bydele og landsbyer
- Eisdorf
- Holleben (fra 1. januar 2005)
- Köchstedt
- Zscherben (fra 1. januar 2005)